# استفان ریچموث
استفان ریچموث (به انگلیسی: Stefan Reichmuth؛ زادهٔ ۲۰ سپتامبر ۱۹۹۴) یک کشتی‌گیر آزادکار اهل کشور سوئیس است.
وی مدال برنز قهرمانی جهان ۲۰۱۹ را کسب نموده است. وی سابقه حضور در المپیک ۲۰۲۰ توکیو را دارد.

## فعالیت ورزشی
ریچموث در وزن ۸۶ کیلوگرم کشتی آزاد مسابقات قهرمانی کشتی جهان ۲۰۱۹ نورسلطان حاضر بود که در مسابقه های اول تا سوم ادگاردس وویتو از لتونی، یوری کلاشینکوف از اسرائیل و تایموراز فریف از اسپانیا را شکست داد اما در نیمه نهایی به دیپاک پونیا از هند باخت و به دیدار رده‌بندی رفت. وی در دیدار رده‌بندی برای کسب مکان سوم کارلوس ایزگویردو از کلمبیا را شکست داد و مدال برنز وزن ۸۶ کیلوگرم را بدست آورد.